# Cantons del Doubs

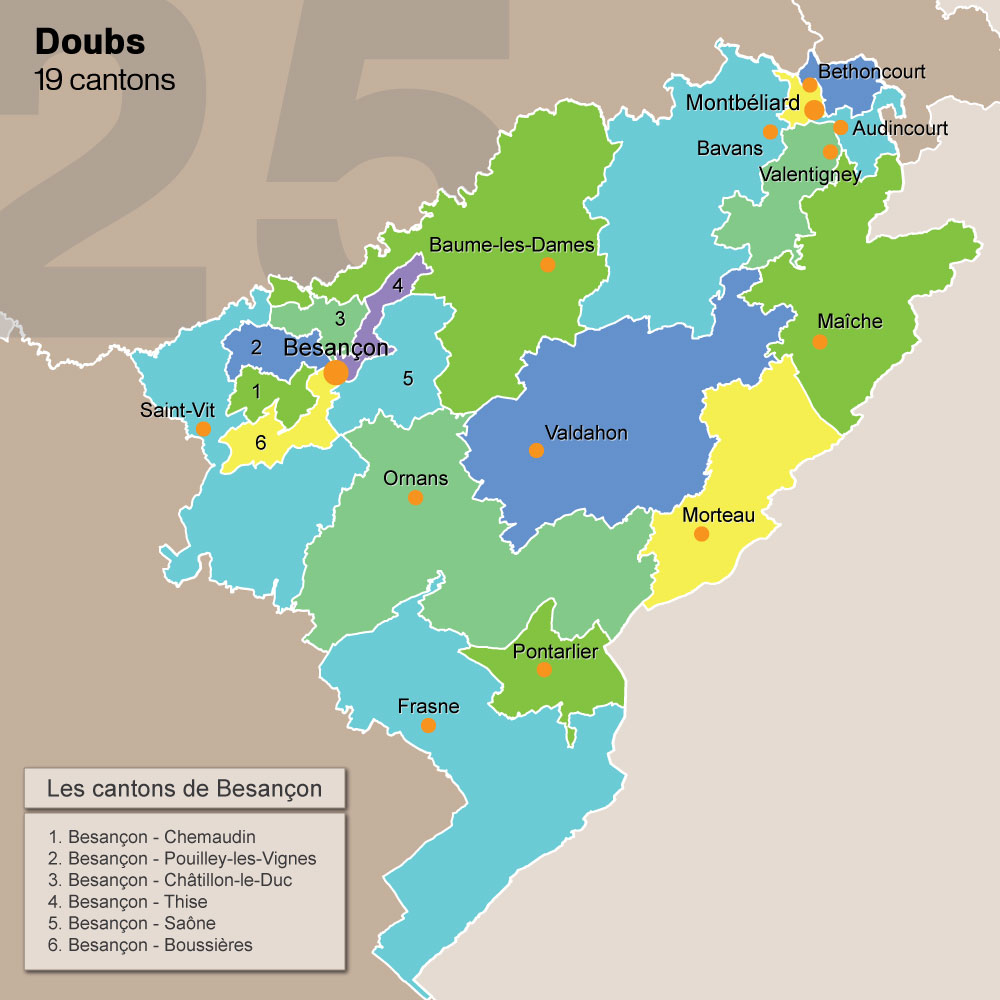
Cantons del Doubs a partir del 2015

Fins al 2014, els Cantons del Doubs (Franc Comtat) eren 35 i s'agrupaven en tres districtes: 
- Districte de Besançon (15 cantons - prefectura: Besançon) :
cantó d'Amancey - cantó d'Audeux - cantó de Baume-les-Dames - cantó de Besançon-Est - cantó de Besançon-Nord-Est - cantó de Besançon-Nord-Oest - cantó de Besançon-Oest - cantó de Besançon-Planoise - cantó de Besançon-Sud - cantó de Boussières - cantó de Marchaux - cantó d'Ornans - cantó de Quingey - cantó de Rougemont - cantó de Roulans

- Districte de Montbéliard (12 cantons - sotsprefectura: Montbéliard) :
cantó d'Audincourt - cantó de Clerval - cantó d'Étupes - cantó d'Hérimoncourt - cantó de L'Isle-sur-le-Doubs - cantó de Maîche - cantó de Montbéliard-Est - cantó de Montbéliard-Oest - cantó de Pont-de-Roide - cantó de Saint-Hippolyte - cantó de Sochaux-Grand-Charmont (amb cap a: Sochaux) - cantó de Valentigney

- Districte de Pontarlier (8 cantons - sotsprefectura: Pontarlier) :
cantó de Levier - cantó de Montbenoît - cantó de Morteau - cantó de Mouthe - cantó de Pierrefontaine-les-Varans - cantó de Pontarlier - cantó de Le Russey - cantó de Vercel-Villedieu-le-Camp

Des que la redistribució cantonal va entrar en vigor el 2015, hi ha 19 cantons:
- Audincourt
- Baume-les-Dames
- Bavans
- Besançon-1
- Besançon-2
- Besançon-3
- Besançon-4
- Besançon-5
- Besançon-6
- Bethoncourt
- Frasne
- Maîche
- Montbéliard
- Morteau
- Ornans
- Pontarlier
- Saint-Vit
- Valdahon
- Valentigney